# Nathalie Weytjens
Nathalie Weytjens est une joueuse de football belge, née le 2 février 1989 à Zutendaal dans le Limbourg belge en Belgique.

## Biographie
Elle joue au KRC Genk Ladies depuis 2014. Jusqu'en août 2013, elle jouait au Saint-Trond VV mais à la suite du forfait général du club limbourgeois en BeNe Ligue, elle est libérée et rejoint le Royal Anvers FC Ladies. 
Elle a joué auparavant au DVC Eva's Tirlemont et au Standard Fémina de Liège.

## Palmarès
- Championne de Belgique (1) : 2011 avec le Standard de Liège
- Finaliste de la Coupe de Belgique (1) : 2018 avec le KRC Genk Ladies

### Bilan
- 1 titre